# Paulding (Ohio)
Paulding – wieś w Stanach Zjednoczonych, w stanie Ohio, siedziba administracyjna hrabstwa Paulding.